# Паравакар
Паравака́р (арм. Պառավաքար) — село в Тавушской области Армении. Село расположено на левом берегу реке Ахум рядом с сёлами Вазашен, Варагаван и Неркин Кармирахпюр.
Главой сельской общины является Роланд Маргаян.

## История
Село находится рядом с азербайджанской границей. Во время армяно-азербайджанского конфликта село сильно пострадало. Кроме автоматического оружия, азербайджанская сторона использовала также орудия. 1200 бойцов, 50 танков и бронемашин, 10 военных вертолётов, под командованием генерал-лейтенанта МВД СССР Андреева помогали азербайджанцам ещё до распада СССР. Танки Советской Армии окружили село, и генерал Андреев потребовал под угрозой уничтожения сдать имеющуюся бронетехнику, артиллерию и стрелковое оружие. Парламентеры, отправившиеся на переговоры под белым флагом, были задержаны. Директор совхоза привез в штаб генерала 10 охотничьих ружей — все, что смогли найти. Генерала это не удовлетворило, и он приказал открыть огонь. Системы «Град», вертолеты, артиллерия, танки дали несколько залпов. Была разрушена насосная станция, повреждены коровники на ферме. Примечательно, что два танка стояли на горе возле памятника погибшим в Великой Отечественной войне. Потом армия ушла на азербайджанскую территорию. Армянские СМИ утверждают, что Азербайджан до сих пор продолжает нарушать подписанное соглашение о прекращении огня, из-за чего появляются новые жертвы.

## В литературе
- Абгарян Наринэ, «Манюня»[8].

## Выдающиеся уроженцы
- Арамазд Закарян